# 남방차주머니나방
남방차주머니나방은 나비목 주머니나방과의 곤충이다. 학명은 Eumeta japonica Heylerts이며 영명은 Giant Bagworm이다. 한국 · 일본 · 중국에 분포하며 감나무 · 개나리 · 밤나무 · 버즘나무 · 배나무 · 참나무류 등의 낙엽활엽수, 금목서 · 돈나무 · 사철나무 · 아왜나무 · 홍가시나무 · 협죽도 등의 상록활엽수, 개잎갈나무 · 삼나무 · 잣나무 · 측백나무 · 향나무 등의 침엽수 잎을 가해하는 잡식성 해충이다.

## 형태
- 암컷 성충은 날개와 다리가 퇴화되어 없다.[2]
- 암컷 성충의 몸길이는 27∼35mm이며, 몸과 날개는 암갈색이다.[2]
- 수컷 성충은 날개를 편 길이가 23∼25mm이고 몸길이는 9∼10mm 정도이다.[2]
- 적갈색이고 머리와 가슴은 광택이 난다.[2]
- 노숙 유충의 몸길이는 20∼35mm이며 머리는 회갈색, 몸은 담황갈색이다.[2]
- 애벌레 집인 주머니는 방추형이며 길이는 작은 것은 5mm에서 큰 것은 50mm까지 다양하다.[2]

## 피해양상
- 여러 가지 수목이나 관목의 잎을 식해 하는 잡식성 해충으로 때로는 대발생하여 피해를 준다.[2]
- 유충이 가지나 잎에 주머니 형태로 집을 짓고 잎을 갉아먹는다.[3]
- 가지나 잎에 주머니 형태로 유충 집을 짓고 그 속에서 매달려 생활함으로 발견이 쉽다.[2]
- 근래 정원수나, 조경수에서 피해 발견이 많이 되고 있다.[2]
- 가을에 낙엽 후에도 주머니가 가지에 달려 있어 경관을 해치기도 한다.[2]

## 생태 및 생활사
- 연 1회 발생하며 주머니 속에서 유충으로 월동한다.[2]
- 월동 유충은 4월 중순에 주머니 속에서 잎을 식해 하다가 5월 이후 주머니 속에서 번데기가 된다.[2]
- 번데기 기간은 약 12일이며, 6월∼8월 상순에 우화한다.[2]
- 교미는 보통 저녁 시간에 이루어지며, 암컷 성충이 앞가슴 밑에서 외부로 성페로몬을 방출하여 수컷을 유인하여 교미한다.[2]
- 교미가 끝난 암컷은 주머니 속에 보통 1,000∼4,000개의 알을 산란한다.[2]
- 알기간은 약 20일이며, 6월 하순∼7월 하순에 부화한 유충이 주머니에서 탈출하여 실을 토하고 매달려 바람에 의해 분산한다.[2]
- 분산한 유충은 수피나 잎을 잘게 썰어 거미줄로 철하여 원통형의 주머니를 만든다.[2]
- 유충은 10월까지 약 8령을 경과하면서 잎을 식해하고 월동 때에는 주머니 상단을 가는 가지에 고정시켜 유충 상태로 머리를 위로 향한 상태로 월동한다.[2]
- 유충의 가해는 7월부터 관찰되나 9∼10월에 중령 이상으로 성장하였을 때 섭식량이 증가한다.[2]

## 방제 방법

### 화학적 방제
- 7월 하순~8월 중순에 비티쿠르스타키 수화제 1,000배액 또는 디플루벤주론 수화제 2,500배액을 10일 간격으로 2회 이상 살포한다.[3]

### 생물적 방제
- 기생파리류가 천적으로 알려져 있으므로 보호한다.[2]

### 물리적 방제
- 월동 시기에 유충이 보이면 주머니를 긁어내리는 식의 포살법이 효과적이다.[2]

## 참고 문헌
『수목해충학』, 향문사, 2019